# Bugatti Type 101
Bugatti Type 101 – luksusowy samochód osobowy produkowany przez włoską wówczas firmę Bugatti w latach 1951−1956. Dostępny jako 4-drzwiowy sedan, 2-drzwiowe coupé lub 2-drzwiowy kabriolet. Do napędu użyto silnika R8 o pojemności 3,3 litra. Moc przenoszona była na oś tylną poprzez 4-biegową manualną skrzynię biegów.

## Dane techniczne (101)

### Silnik
- R8 3,3 l (3257 cm³), 2 zawory na cylinder
- Układ zasilania: gaźnik
- Średnica × skok tłoka: 72,00 mm × 100,00 mm
- Stopień sprężania: b/d
- Moc maksymalna: 137 KM (100,7 kW) przy 5500 obr./min
- Maksymalny moment obrotowy: b/d

## Dane techniczne (101C)

### Silnik
- R8 3,3 l (3257 cm³), 2 zawory na cylinder
- Układ zasilania: gaźnik
- Średnica × skok tłoka: 72,00 mm × 100,00 mm
- Stopień sprężania: 6,5:1[1]
- Moc maksymalna: 191 KM (140,2 kW) przy 5200 obr./min
- Maksymalny moment obrotowy: b/d

### Osiągi
- Prędkość maksymalna: 180 km/h